# Гренландско море
Гренландско море (на английски: Greenland Sea) е периферно море на Северния ледовит океан.
Разположено е край източните брегове на Гренландия, западните брегове на архипелага Шпицберген и северните брегове на остров Исландия. На юг чрез Датския проток се свързва с Атлантическия океан. На север границата с останалата част на Северния ледовит океан се прокарва по линията от крайния североизточен нос на Гренландия до крайния северозападен нос на остров Западен Шпицберген. На югоизток границата с Норвежко море преминава по линията от крайната южна точка на остров Западен Шпицберген през остров Ян Майен до крайната източна точка на Исландия
Дължина от юг на север 1750 km, ширина до 625 km, Площ 1205 km2. Средна дълбочина 1444 m, максимална 4846 m в северната му част. Дъното на морето представлява котловина, ограничена на изток от подводните хребети Мона и Книпович, а на юг – от Гренландско-Исландския праг. На запад отначало дъното на котловината бавно се повишава, а след това в края на континенталния склон повишаването става по-бързо в направление към относително широкия, с многочислени възвишения и падини континентален шелф на Гренландия.
Климатът е суров, арктичен. Целогодишно господстват северните ветрове. Средната температура на въздуха през зимата е от –25 °C до –30 °C, през лятото от 0 °C до 6 °C. През лятото често явление са мъглите. По западната част на морето от север на юг преминава студеното Източногренландско течение, което целогодишно пренася плаващи ледове, а в източната му част от юг на север – относително топлото Шпицбергенско течение (разклонение на Гълфстрийм). В централната му част се образува обширен циклонален кръговрат на теченията. Средната температура на водата през зимата на север е малко под –1 °C, а на юг и югоизток от 1 до 2 °C, през август на северозапад е малко под 0 °C, а на юг и югоизток до 6 °C. В придънния слой температурат е постоянна под –1 °C. Солеността на изток е 33,0 – 34,5‰, на запад 32,0‰ и по-ниска, а на дъното – 34,9‰. Приливите са полуденонощни с височина до 4,4 m. Цветът на водата е предимно зеленикав.
Гренландско море е силно населена с нисши форми на живот от началото на хранителната верига. В него живеят и големи безгръбначни, риби (треска, херинга, сьомга, камбала, европейска писия), птици и бозайници (вкл. тюлени, китове и делфини). По бреговете му има малко населени места – Лонгирбюен и Баренцбург в залива Ис фиорд в архипелага Шпицберген, както и Акурейри в Исландия.